# Thomas Sandkühler
Thomas Sandkühler (* 1962 in Münster/Westf.) ist ein deutscher Historiker, Hochschullehrer und Autor.

## Leben
Sandkühler absolvierte nach dem Abitur ein Lehramtsstudium der Fächer Geschichte, Germanistik und Pädagogik an den Universitäten Bochum und Freiburg im Breisgau, das er 1988 mit dem ersten Lehramtsexamen für die Sekundarstufe I und II abschloss. Anschließend war er als wissenschaftlicher Mitarbeiter an der Universität Bielefeld tätig und wurde dort 1994 mit einer Dissertation über den Judenmord in Ostgalizien (1941–1944) zum Dr. phil. promoviert. Von 1994 bis 2002 war er wissenschaftlicher Assistent an der geschichtswissenschaftlichen und philosophischen Fakultät der Universität Bielefeld und leitete zwischenzeitlich von 1997 bis 1999 das deutsche Forschungsteam der Unabhängigen Expertenkommission Schweiz – Zweiter Weltkrieg in Bern. 2002 war er Miles Lerman-Fellow am United States Holocaust Memorial Museum. Ab 2003 folgte sein Referendariat und 2004 legte er das zweite Lehramtsexamen ab. Danach unterrichtete er an Gymnasien die Fächer Deutsch und Geschichte, zuletzt an der Alten Landesschule Korbach. Seit August 2009 bekleidet er den Lehrstuhl für Geschichtsdidaktik an der Humboldt-Universität zu Berlin.
Sandkühler war von September 2015 bis September 2019 erster Vorsitzender der Konferenz für Geschichtsdidaktik, des Fachverbands der Geschichtsdidaktikerinnen und Geschichtsdidaktiker der Bundesrepublik, sowie Herausgeber der Zeitschrift für Geschichtsdidaktik und ihrer Beihefte. Sandkühler gehört dem Arbeitsausschuss des Verbandes der Historiker und Historikerinnen Deutschlands an. Ferner ist er seit 2017 Mitherausgeber der von Jörn Rüsen begründeten Buchreihe Beiträge zur Geschichtskultur, seit 2019 geschäftsführend.
Sandkühler ist Mitglied des Wissenschaftlichen Kuratoriums der Stiftung Gedenkstätte Weimar-Buchenwald und Mittelbau-Dora, Beisitzer des Vorstands des Verein für die Geschichte Berlins und seit März 2017 Vorsitzender des wissenschaftlichen Beirats des Museums Berlin-Karlshorst.
Sandkühler ist Autor von Publikationen zum Nationalsozialismus und zum Holocaust sowie zur Geschichtstheorie und Geschichtsdidaktik. Derzeit liegen seine Forschungsschwerpunkte bei der Geschichte der westdeutschen Geschichtsdidaktik und dem historischen Lernen in Gedenkstätten. Seine Biografie Adolf Hitlers für jugendliche Leser wurde im September 2015 mit dem Emys Sachbuchpreis ausgezeichnet und erschien als Übersetzung in China, Japan und Ungarn.
2016 publizierte er mit dem Verein für die Geschichte Berlins eine Dokumentation über die Reichskanzlei, in der auf über 100 Seiten viele bislang unbekannte Bilder gezeigt wurden.

## Schriften (Auswahl)
- „Endlösung“ in Galizien. Der Judenmord in Ostpolen und die Rettungsinitiativen von Berthold Beitz. 1941–1944. Dietz Nachfolger, Bonn 1996, ISBN 3-8012-5022-9 (Dissertation Bielefeld 1994, Inhaltsverzeichnis).
- mit Horst Walter Blanke, Friedrich Jaeger (Hrsg.): Dimensionen der Historik. Geschichtstheorie, Wissenschaftsgeschichte und Geschichtskultur heute (Festschrift Jörn Rüsen zum 60. Geburtstag). Böhlau, Köln/Weimar/Wien 1998, ISBN 3-412-03898-9 (Inhaltsverzeichnis).
- mit Benedikt Hauser u. a.: Die Schweiz und die Goldtransaktionen im Zweiten Weltkrieg (= Veröffentlichungen der Unabhängigen Expertenkommission: Schweiz – Zweiter Weltkrieg, Band 16). Chronos, Zürich 1998; 2., erweiterte Ausgabe 2002, ISBN 3-0340-0616-0.
- Die Schweiz und die deutschen Lösegelderpressungen in den besetzten Niederlanden. Vermögensentziehung, Freikauf, Austausch 1940–1945 (= Veröffentlichungen der Unabhängigen Expertenkommission: Schweiz – Zweiter Weltkrieg, Band 24). Zürich 2002.
- (Hrsg.): Europäische Integration. Deutsche Hegemonialpolitik gegenüber Westeuropa 1920–1960 (= Beiträge zur Geschichte des Nationalsozialismus, Band 18). Wallstein, Göttingen 2002.
- Historisches Lernen denken. Gespräche mit Geschichtsdidaktikern der Jahrgänge 1928–1947. Mit einer Dokumentation zum Historikertag 1976. Wallstein, Göttingen 2014 (Inhaltsverzeichnis und Einleitung).
- Adolf H. Lebensweg eines Diktators. Hanser, München 2015, ISBN 978-3-446-24635-5.[4] (Leseprobe).
- (Hrsg.):  Rolf Schörken: Demokratie lernen. Beiträge zur Geschichts- und Politikdidaktik (= Beiträge zur Geschichtskultur, Band 38). Böhlau, Köln/Wien 2017, ISBN 978-3-412-22464-6.
- mit Charlotte Bühl-Gramer u. a. (Hrsg.): Geschichtsunterricht im 21. Jahrhundert. Eine geschichtsdidaktische Standortbestimmung (= Beihefte zur Zeitschrift für Geschichtsdidaktik, Band 17). Vandenhoeck & Ruprecht, Göttingen 2018, ISBN 978-3-8471-0891-7, Lizenzausgabe in der Schriftenreihe der Bundeszentrale für politische Bildung, Bd. 10294, Bundeszentrale für politische Bildung, Bonn 2019.
- mit Horst Walter Blanke (Hrsg.): Historisierung der Historik. Jörn Rüsen zum 80. Geburtstag (= Beiträge zur Geschichtskultur, Band 39). Böhlau, Köln/Wien 2018, ISBN 978-3-412-50407-6.
- Das Fußvolk der „Endlösung“. Nichtdeutsche Täter und die europäische Dimension des Völkermords. wbg Academic, Darmstadt 2020, ISBN 978-3-534-27257-0.
- mit Markus Bernhardt u. a. (Hrsg.): Sprache(n) des Geschichtsunterrichts. Sprachliche Vielfalt und Historisches Lernen (= Beihefte zur Zeitschrift für Geschichtsdidaktik, Band 21). Vandenhoeck & Ruprecht, Göttingen 2020, ISBN 978-3-8471-1205-1, doi:10.14220/9783737012058.
- mit Angelika Epple, Jürgen Zimmerer (Hrsg.): Geschichtskultur durch Restitution? Ein Kunst-Historikerstreit (= Beiträge zur Geschichtskultur, Band 40). Böhlau, Köln/Wien 2021, ISBN 978-3-412-51860-8 (Inhaltsverzeichnis und Einleitung).
- (Koordinator) Der Nationalsozialismus. Herrschaft und Gewalt. Band 2: Gesellschaft, Staat und Verbrechen. Bayerische Landeszentrale für politische Bildungsarbeit, München 2022.